# 辻嘉一
辻 嘉一（つじ かいち、1907年1月2日 - 1988年11月17日）は、日本の料理人、料理研究家。

## 経歴

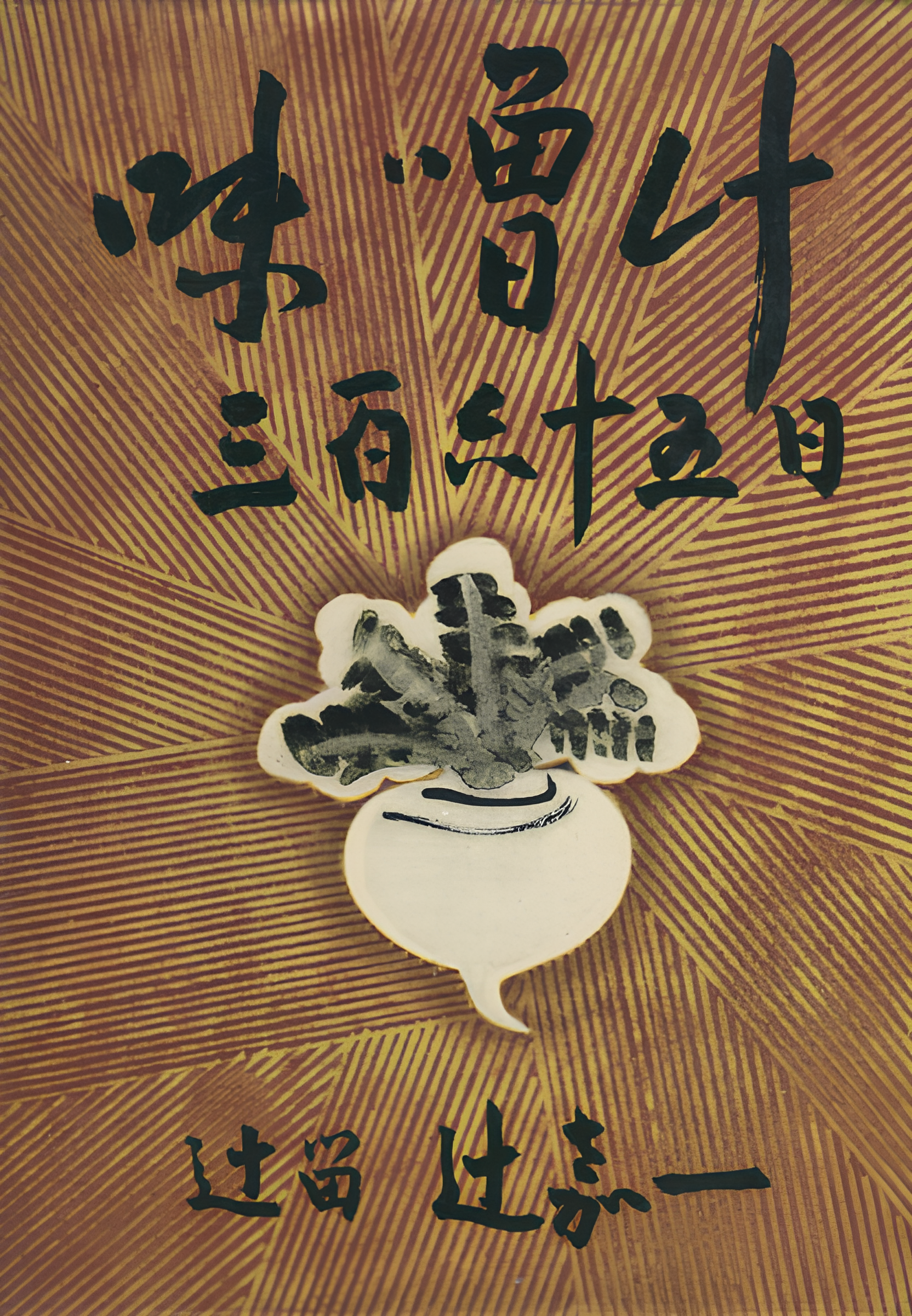
著書『味噌汁三百六十五日』

京都市生まれ。実父は懐石料理「辻留」の初代料理人・辻留次郎で、裏千家からの指導をもとに明治時代の1902年に京都・東山で開いた。
京都実修商業中退、14歳のとき初めて包丁を握り、懐石料理の道に入る。京都の裏千家専門の茶懐石料理屋「辻留」の2代をつぐ。1954年（昭和29年）に東京にも進出し、銀座、赤坂「懐石 辻留」などの出店を果たした。
料理と店の経営のかたわら日本料理研究家として指導にあたり、テレビ・ラジオにも出演。著書も多数にのぼる。
1988年（昭和63年）11月17日死去。81歳。
実子は三代目・辻義一。現在は四代目・辻育子（女将）が経営している。

### 受賞・受章
1981年に食生活文化功労賞を受賞。1988年に勲四等瑞宝章を受章している。

## 著書
- 『懐石料理 風炉の巻』河原書店、1949年。
- 『懐石茶事二ケ年』河原書店、1950年。
- 『懐石料理 第2  炉の巻』河原書店、1950年。
- 『茶懐石』婦人画報社、1958年。
- 『料理のお手本』文藝春秋新社、1958年。
  - 『料理のお手本』中央公論社〈中公文庫〉、1979年、改版2006年。
- 『味噌汁三百六十五日』婦人画報社、1959年。
- 『御飯の手習』婦人画報社、1960年。
- 『庖丁控』婦人画報社、1960年。
- 『料理コツのこつ』婦人画報社、1961年。
  - 『辻留・料理のコツ』中公文庫 1980年、改版2009年
- 『現代豆腐百珍 辻留』婦人画報社、1962年。
- 『辻留懐石伝書 向附』婦人画報社、1964年。
- 『辻留煮たきもの』日本放送出版協会 1964
- 『焼物 懐石料理』婦人画報社 1965
- 『煮たもの』婦人画報社 1966
- 『家庭料理のコツ 日本料理篇』文藝春秋 1967 文春実用百科
- 『献立帳』三月書房 1967、新版1999。光文社知恵の森文庫 2005
- 『四季のもてなし料理』婦人画報社 1967
- 『八寸・口取』婦人画報社 1968
- 『御飯と味噌汁 懐石伝書』婦人画報社 1969
- 『点心 懐石伝書』婦人画報社 1969
- 『裏千家懐石』淡交社、1969年。
  - 『裏千家懐石 第2版』淡交社、1976年。
  - 新版『懐石の手ほどき』淡交社、2018年。
- 『会席料理の一年』女子栄養大学出版部 1972
- 『辻留・料理心得帳』婦人画報社 1972　のち中公文庫、改版2005
- 『名品茶懐石』婦人画報社、1973年。
- 『椀盛 懐石伝書』婦人画報社 1973
- 『向附』婦人画報社〈懐石伝書〉、1973年。
- 『大福帳』三月書房 1974
- 『包丁余話』日本経済新聞社 1974　のち中公文庫
- 『煮合わせと香のもの 辻留・伝承料理』婦人画報社 1975
- 『辻留月々の趣向料理』婦人画報社 1976
- 『味覚三昧』中央公論社 1976　のち中公文庫、改版2002
- 『おつくり・おつまみ 辻留・伝承料理』婦人画報社 1977
- 『食味』PHP研究所 1977
- 『焼いたもの 辻留・伝承料理』婦人画報社 1977
- 『味のいろは歌留多』PHP研究所 1978　のち中公文庫
- 『仕入帳』三月書房 1979
- 『辻留の茶懐石』淡交社 グリーンブックス 1979
- 『滋味風味』中央公論社 1981　のち中公文庫、改版2011
- 『茶懐石事典』柴田書店、1981年。
- 『旬を盛る 料理歳時記』新潮社 1982-83、春夏秋冬の全4巻
- 『盛付秘伝』柴田書店 1982 - 大型本
- 『辻留のコツ 家庭料理』新潮文庫 1983
- 『五味六味』中央公論社 1985　のち中公文庫
- 『辻留 食の美 器の美』中央公論社 1985 - 大型図版
- 『辻留ご馳走ばなし』中公文庫 1999、『暮しの設計』連載「滋味禮讃」

編著（図解本）
- 『カラー点心』淡交社、1980年。
- 『辻留 あなたの懐石 家庭でもてなす一汁三菜』婦人画報社、1982年。
- 『もてなしの演出』中央公論社 中公ミニムックス 1983
- 『料理と食器 盛りつけのコツ』中央公論社 中公ミニムックス 1983
- 『辻留のご飯のすべて 心をこめた滋味風味一八七品』婦人画報社 1983
- 『辻留春の料理 海山の春の香りを食卓に 家庭で作る辻留の味』婦人画報社 1985
- 『辻留夏の料理 涼しさと熱つあつをともに楽しむ夏の味覚集』婦人画報社 1985
- 『辻留秋の料理 秋出盛りの海山の幸を豊かに使った辻留料理』婦人画報社 1985
- 『辻留冬の料理 滋味豊かな冬の材料を生かして作る家庭の味』婦人画報社 1985
- 『辻留季節の点心 折りふしのもてなし料理とその作法あれこれ』婦人画報社 1985
- 『辻留の和食器入門』中央公論社 1987、中公文庫ビジュアル版 1996
- 『辻留の宴の演出 パーティーのための日本料理』柴田書店 1987
- 『料理秘伝 辻留・辻嘉一語録』浪川寛治編著 婦人画報社 1996

### 共著
- 『食の味、人生の味』小野正吉との対談、柴田書店 1982
- 『対談 大人の味』宮尾登美子との対談文化出版局 1985　
  - のち新潮文庫 1988、改題『土佐の味 京の味』中公文庫 1998
- 『神々の饗 太陽と土と海の恵み』高橋忠之との対談、柴田書店 1985